# Larv, Vara kommun
För andra betydelser, se Larv.

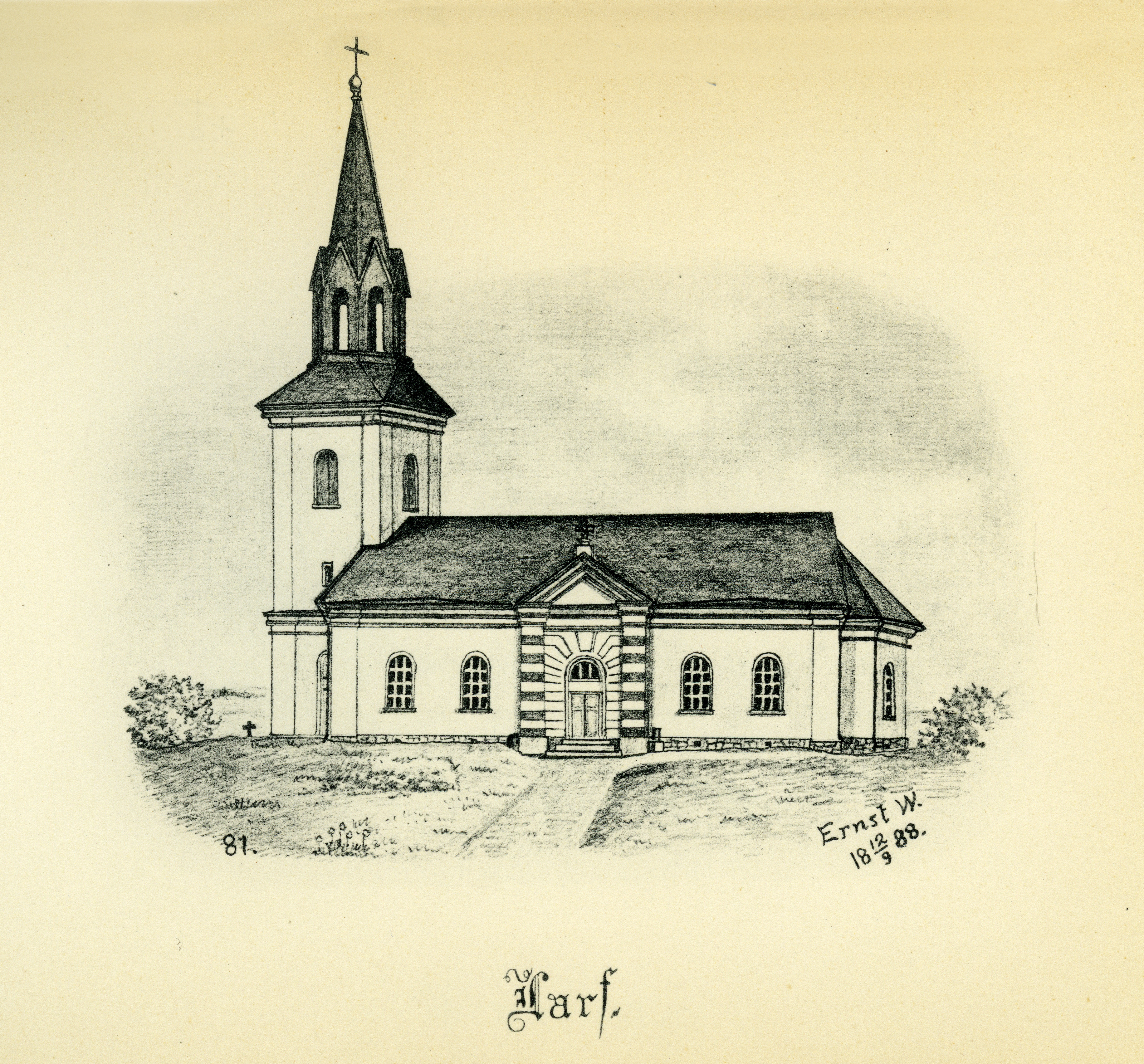
Larvs kyrka 1865

Larv är en tätort i Vara kommun i Västra Götalands län och kyrkbyn i Larvs socken. Från 2015 räknas orten åter som tätort av SCB.
I tätorten ligger Larvs kyrka.

## Historia
I bygden kring Larv finns spår av människor sedan stenåldern. Larvs socken har medeltida ursprung och ingick efter kommunreformen 1862 i Larvs landskommun. Landskommunen utvidgades 1952 med Längjums och Tråvads landskommuner. Sedan 1974 ingår Larv i Vara kommun.

### Befolkningsutveckling
| Befolkningsutvecklingen i Larv 1980–2020                                                                          | Befolkningsutvecklingen i Larv 1980–2020 | Befolkningsutvecklingen i Larv 1980–2020 | Befolkningsutvecklingen i Larv 1980–2020 | Befolkningsutvecklingen i Larv 1980–2020 |
| --- | ---------------------------------------- | ---------------------------------------- | ---------------------------------------- | ---------------------------------------- |
| |                                          |                                          |                                          |                                          |
| År |                                          |                                          | Folkmängd                                | Areal (ha)                               |
| 1980 | 1980                                     |                                          | 221                                      |                                          |
| 1990 | 1990                                     |                                          | 227                                      | 38                                       |
| 1995 | 1995                                     |                                          | 224                                      | 38                                       |
| 2000 | 2000                                     |                                          | 200                                      | 40                                       |
| 2005 | 2005                                     |                                          | 216                                      | 40                                       |
| 2010 | 2010                                     |                                          | 194                                      | 40**                                     |
| 2010 | 2010                                     |                                          | 134                                      | 17#                                      |
| 2015 | 2015                                     |                                          | 231                                      | 79                                       |
| 2020 | 2020                                     |                                          | 227                                      | 82                                       |
| Anm.: Ny tätort 1980. Småort 2010. Åter tätort 2015. ** Som upphörd tätort (mindre än 200 invånare) # Som småort. |                                          |                                          |                                          |                                          |

## Näringsliv
Näringslivet i Larv består av jordbruk, skogsbruk samt ett antal små företag i varierande branscher som till exempel bilverkstad, snickeri och revisionsbyrå. Inga större industrier eller livsmedelsbutiker finns i Larv.

## Utbildning
I Larv finns en kommunal grundskola byggd 1954 med gymnastiksal och slöjdsal. I församlingshemmet närmare kyrkan finns en förskola som drivs av Varabygdens församling.

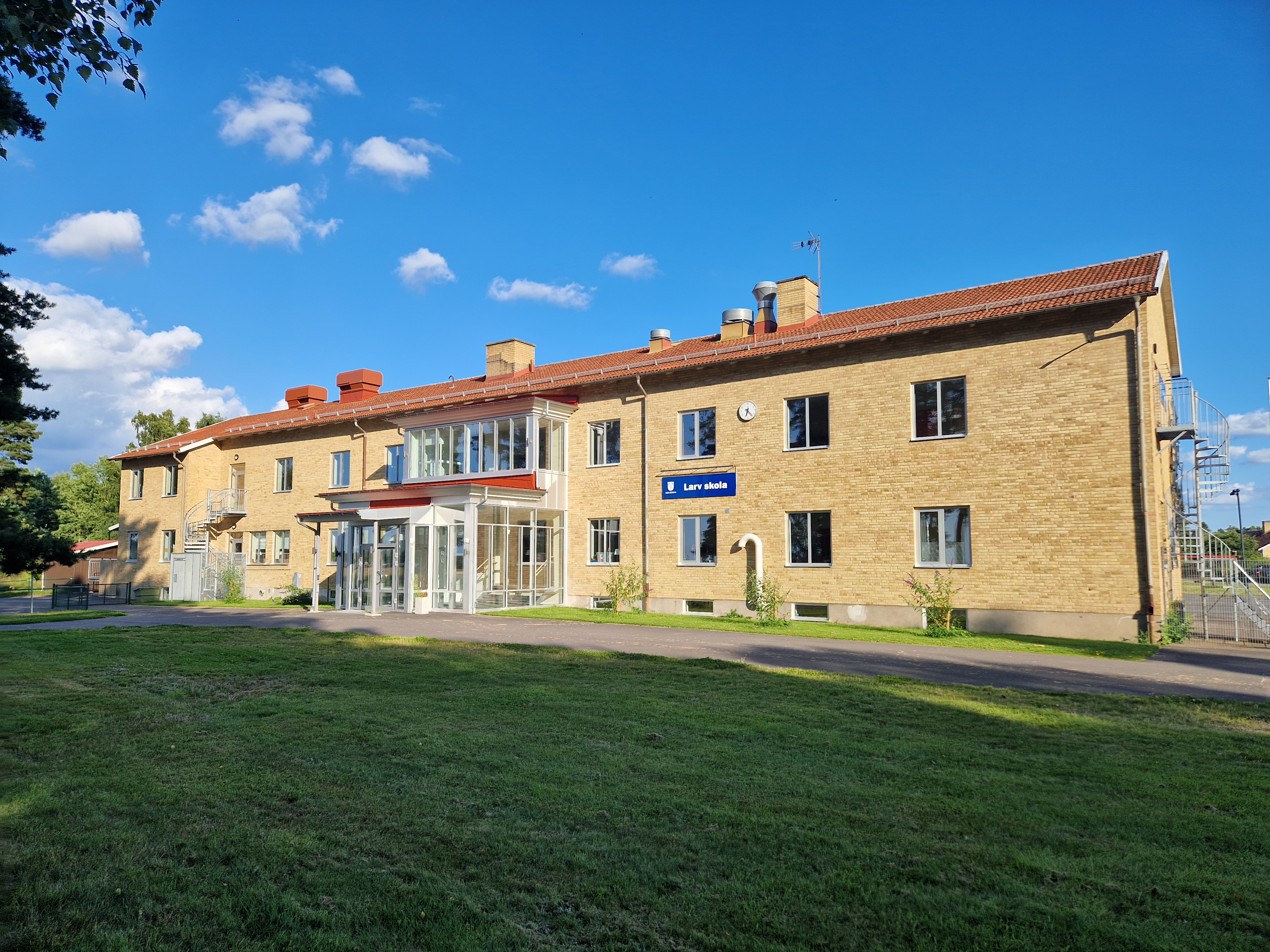
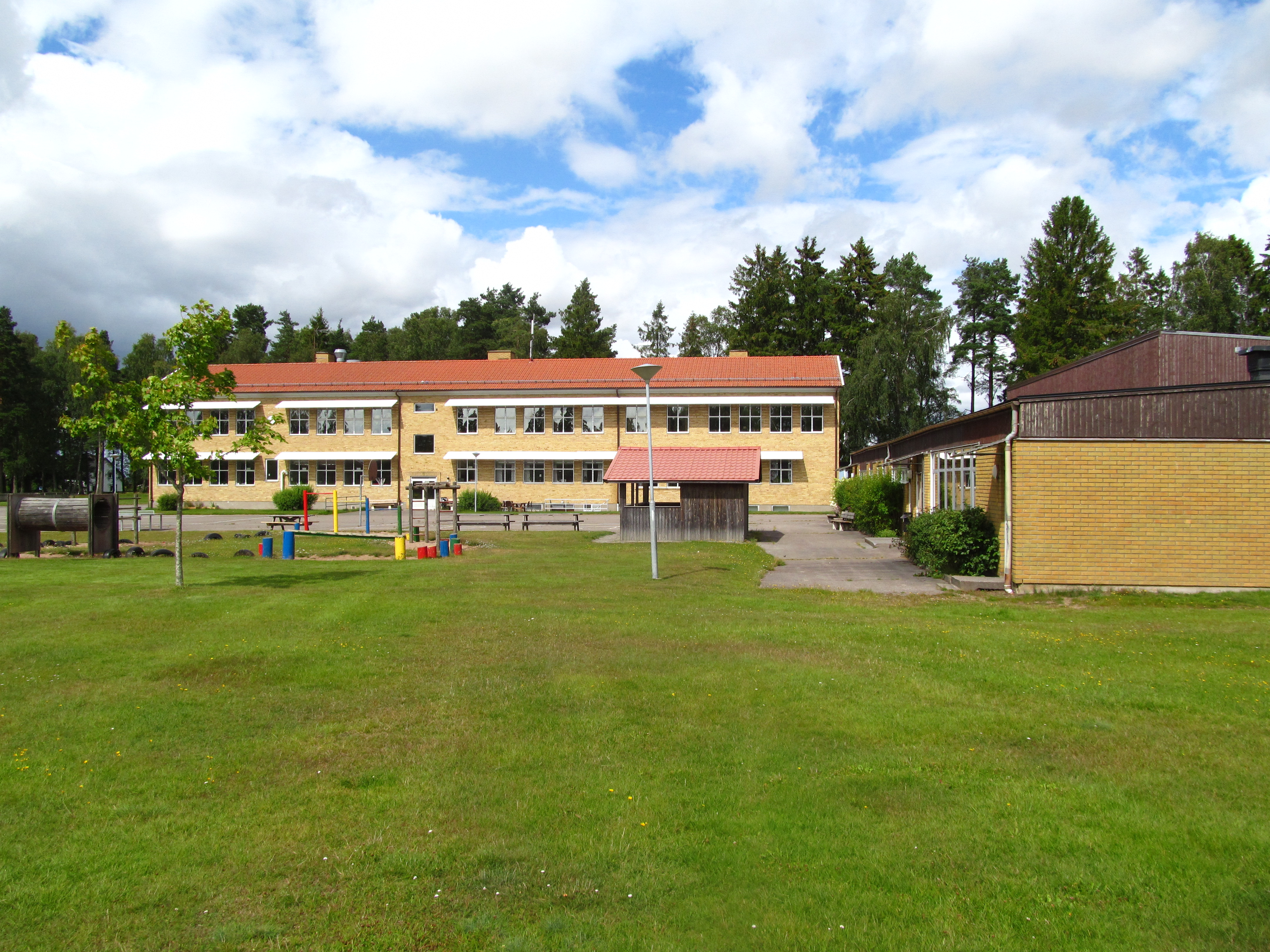

## Idrott
I östra delen av larv finns Hedensborg med ett flertal fotbollsplaner.